# Pati Yang
Pati Yang, pseudonimo di Patrycja Hilton, nata Patrycja Grzymałkiewicz (Breslavia, 26 marzo 1980), è una cantante e musicista polacca.

## Biografia
Nata in Polonia, cresce direttamente a contatto con la musica, in quanto nei primi 8 anni di vita accompagna in viaggio la madre e il suo compagno (Jan Borysewicz), membro del gruppo Lady Pank. A 16 anni si trasferisce a Londra per studiare musica. A 18 firma il suo primo importante contratto discografico con la Sony. Pubblica il suo primo album Jaszczurka (1998), che le dà subito successo in Polonia, dove vince diversi premi, e non solo.
Tornata in patria, si immerge nella scena delle arti visive, in particolare nella poesia, e diventa DJ in radio.
A Londra poi incontra Stephen Hilton con cui forma il gruppo Children. Insieme pubblicano il disco Tune to Unknown (2003).
Con la The Free Association, insieme a Stephen Hilton (suo marito) e David Holmes, ha lavorato alla colonna sonora del film di Michael Winterbottom Code 46 (2003), con cui hanno ricevuto una nomination come "miglior colonna sonora" agli European Film Awards 2004.
Nel 2005 è la volta del primo album ufficiale (dopo Jaszczurka). Registrato presso gli AIR Studios, esce Silent Treatment, debuttando per la EMI. Nel 2006 supporta le date polacche del tour dei Depeche Mode.
Col marito Stephen Hilton inizia poi un progetto parallelo chiamato FlyKKiller, che confluisce nella pubblicazione dell'album Experiments in Violent Light e di tre EP nel 2007. Nell'aprile 2009 pubblica l'album Faith, Hope + Fury, mentre nel 2011 è la volta di Wires and Sparks (prodotto da Joseph Cross).

## Discografia parziale

### Discografia solista

#### Album
- Jaszczurka (1998)
- Silent Treatment (2005)
- Faith, Hope + Fury (2009)
- Wires and Sparks (2011)

#### Collaborazioni
- 2cresky - Major System Error (2000, voce in Plastic Bag)
- Children - Tune to Unknown (2003)
- The Free Association - Code 46 (colonna sonora per Code 46)
- Leo Abrahams - The Unrest Cure (2008, voce in Banks of Kyoto)

### Discografia con FlyKKiller

#### Album
- Experiments in Violent Light (2007)
- Shine Out Shine Out EP (2008)

#### EP
- FlyKKiller EP (2007)
- Peroxide EP (2007)
- Fear EP (2007)